# 劉峯瑜
劉峯瑜，中華民國空軍中將，2024年7月31日退伍，空軍官校75年班畢業，同期畢業有孫連勝中將等人，IDF飛行員出身，畢業於中華科大碩士、美國空軍戰爭學院，現任國防院代理執行長，曾任空軍副司令、空軍防飛部指揮官、參謀本部通電資參謀次長、空軍司令部副參謀長、空軍司令部計畫處長等職。2014年1月1日晉升少將、2018年7月1日晉升中將。

## 外部鏈接
- 中華民國空軍官方網站個人簡介 （页面存档备份，存于）